# 簡嘉誠
簡嘉誠（1978年—）是台灣的漫畫家。出生於台北市。天主教輔仁大學英國語文學系畢業。

## 簡歷
- 2005年 - 8月，以〈小紅帽愛上大野狼〉於《挑戰者月刊》正式出道。
- 2006年 - 6月，在《挑戰者月刊》26號開始首次的連載《星光墜在希伯來》。
- 2007年 - 5月底，《星光墜在希伯來》結集發行單行本第一集，嘗試與共享書籤網站HEMiDEMi獨家合作的特殊方式販售。
- 2013年 - 9月，以《時空鐵道之旅》獲第四屆金漫獎最佳一般漫畫優勝。

## 作品一覽

### 長篇漫畫
- 《星光墜在希伯來》[1][2] （2006年，挑戰者月刊2006年6月號～2010年4月，全力出版）
- 《股市之神是川銀藏 絵卷》（用伊東誠筆名著作，大牌出版）[3][4][5][6]

### 單行本
- 《時空鐵道之旅》 （2012年，蓋亞文化 ISBN 9789863190219）
- 《阿里山林鐵奇事》 （2016年，蓋亞文化 ISBN 9789863192312）
- 《姜老師，妳談過戀愛嗎？》 （2017年，原作：王小棣、柯雁心、吳怡靜，原動力文化 ISBN ）
- 《消逝的後街光影》 （2019年，蓋亞文化 ISBN 9789863193791）
- 《戰場通信》 （2021年，原動力文化 ISBN 9789860610918）
- 《畫電影的人：手繪海報的美好時光》 （2021年，蓋亞文化 ISBN 9789863195177）
- 《雪下的真相1》 （2022年，蓋亞文化 ISBN 9789863196419）
- 《青空下的追風少年》 （2023年，蓋亞文化 ISBN 9789863197058）
- 《女伶回憶錄》 （2023年，蓋亞文化 ISBN 9789863197171）
- 《雪下的真相 2》 （2024年，蓋亞文化 ISBN 9786263840973）[7]

### 選集
- 《羅浮7夢：台灣漫畫家的奇幻之旅》 （2015年，與常勝等人合繪，大辣文化 ISBN 9789866634543）

### 短篇漫畫
- 〈小紅帽愛上大野狼〉（2005年，挑戰者月刊2005年8月號）
- 〈Trace〉（2005年，挑戰者月刊2005年10月號）
- 〈畫像的羈絆〉（2005年，挑戰者月刊2005年12月號）
- 〈最美的女人〉（2006年，挑戰者月刊2006年4月號）
- 〈時空鐵道之旅〉（2010年，發表於CCC創作集第四集）[8]

### 小說插畫
- 《家在萬重星外》（2013年，文：山鷹，親子天下 ISBN 9789862417119）
- 《狼嚎》（2013年，文：九把刀，ISBN 9789863190554）
- 《異夢》（2013年，文：九把刀，ISBN 9789863190608）
- 《格鬥棋王：勝負手》（2015年，文：振鑫，未來出版 ISBN 9789863207252）

## 外部連結
- 個人部落格
- 時空鐵道之旅 （页面存档备份，存于）